# 齊藤夕眞
齊藤 夕眞（さいとう ゆうま、旧名 齊藤 あかね、1993年1月12日 - ）は、埼玉県新座市出身の女子サッカー選手。RB大宮アルディージャWOMEN所属。元サッカー日本女子代表。ポジションはディフェンダー、ミッドフィールダー、フォワード。

## 来歴

### シニア
2011年、常盤木学園高等学校を卒業後、東京電力女子サッカー部マリーゼに入団。しかし、開幕前に福島第一原子力発電所事故によりクラブは休部となり、同年浦和レッドダイヤモンズ・レディースに移籍。2014シーズンにチームは年間総合優勝した。
2015年にAC長野パルセイロ・レディースに移籍。
2019年に地元埼玉のクラブちふれASエルフェン埼玉に移籍したが、シーズン終了後に引退。
2020年12月末にヴィアマテラス宮崎（九州女子リーグ2部）に入団、現役復帰することを発表した。
2021年は地域リーグながらゴールを量産し九州2部リーグ優勝（8勝0敗、得点王）、翌2022年も九州1部リーグで優勝（16勝0敗、得点王）の成績を残し、創設2年でなでしこリーグへ昇格したチームを導いた。
なでしこリーグ昇格後も、2023年のリーグ2部優勝（34勝4分0敗、得点王）などの圧倒的な成績を残し、翌2024年のリーグ1部優勝までチームを牽引した。
2024年12月31日、大宮アルディージャVENTUSへの完全移籍が発表された。

### 代表
2008年10月に2008 FIFA U-17女子ワールドカップに臨むU-17日本女子代表に選出。3試合に出場。
2010年7月に2010 FIFA U-20女子ワールドカップに臨むU-20日本女子代表に選出。1試合に出場。
2011年3月に行われたアルガルヴェ・カップ2011で日本女子代表に選出。3月9日のスウェーデンとの3位決定戦でA代表として初出場した。

## 人物
2021年7月24日にテレビ宮崎で放送されたニュース情報番組「U-doki」内で、自身のトランスジェンダーから感じる違和感の為、乳腺切除手術を受け、「あかね」から「夕眞」へ戸籍上の氏名を変更。テストステロン投与も受け始めたが、体調を崩したため9カ月で投与を中止したことを公表した。しかし2022年2月14日のNHKの特集ページでは自分の現在の性自認は男性ではないとトランスジェンダーの認識ではなくなったと述べ、そのうえで自己の性が男性でも女性でもないと感じているQやクィアという言葉にも縛られず、「ことばの概念にとらわれない、男でも女でもない齊藤夕眞が今の自分」だと発信していきたいと述べている。そして自分をLGBTQの見本のような存在ではなく、ただ本来の自分を表現していることをサッカーを通じて発信していきたいとしている。

## 個人成績

### クラブ
出典: 大宮アルディージャVENTUS
| クラブ                         | シーズン | リーグ         | 背番号 | リーグ戦 | リーグ戦 | カップ戦 | カップ戦 | リーグ杯 | リーグ杯 | AFC  | AFC  | 合計 | 合計 |
| クラブ                         | シーズン | リーグ         | 背番号 | 出場     | 得点     | 出場     | 得点     | 出場     | 得点     | 出場 | 得点 | 出場 | 得点 |
| ------------------------------ | -------- | -------------- | ------ | -------- | -------- | -------- | -------- | -------- | -------- | ---- | ---- | ---- | ---- |
| 常盤木学園高等学校             | 2010     | チャレンジEAST | 10     | 14       | 16       | 4        | 1        | —        | —        | —    | —    | 18   | 17   |
| 東京電力女子サッカー部マリーゼ | 2011     | なでしこ       | —      | —        | —        | —        | —        | —        | —        | —    | —    | —    | —    |
| 浦和レッズレディース           | 2011     | なでしこ       | 23     | 8        | 1        | 1        | 0        | —        | —        | —    | —    | 9    | 1    |
| 浦和レッズレディース           | 2012     | なでしこ       | 4      | 8        | 1        | 1        | 0        | 0        | 0        | —    | —    | 9    | 1    |
| 浦和レッズレディース           | 2013     | なでしこ       | 4      | 10       | 0        | 0        | 0        | 3        | 0        | —    | —    | 13   | 0    |
| 浦和レッズレディース           | 2014     | なでしこ       | 4      | 16       | 2        | 4        | 1        | —        | —        | —    | —    | 20   | 3    |
| 浦和レッズレディース           | 通算     | 通算           | 通算   | 42       | 4        | 6        | 1        | 3        | 0        | 0    | 0    | 51   | 5    |
| AC長野パルセイロ・レディース   | 2015     | なでしこ2部    | 19     | 15       | 5        | 2        | 1        | —        | —        | —    | —    | 17   | 6    |
| AC長野パルセイロ・レディース   | 2016     | なでしこ1部    | 11     | 16       | 4        | 2        | 1        | 4        | 0        | —    | —    | 22   | 5    |
| AC長野パルセイロ・レディース   | 2017     | なでしこ1部    | 11     | 16       | 2        | 0        | 0        | 8        | 3        | —    | —    | 24   | 5    |
| AC長野パルセイロ・レディース   | 2018     | なでしこ1部    | 11     | 18       | 3        | 3        | 0        | 5        | 1        | —    | —    | 26   | 4    |
| AC長野パルセイロ・レディース   | 通算     | 通算           | 通算   | 65       | 14       | 7        | 2        | 17       | 4        | 0    | 0    | 89   | 20   |
| ちふれASエルフェン埼玉         | 2019     | なでしこ2部    | 25     | 14       | 2        | 3        | 0        | 7        | 3        | —    | —    | 24   | 5    |
| ヴィアマテラス宮崎             | 2021     | 九州2部        | 17     | 8        | 24       | 1        | 0        | —        | —        | —    | —    | 9    | 24   |
| ヴィアマテラス宮崎             | 2022     | 九州1部        | 17     | 16       | 18       | 2        | 1        | —        | —        | —    | —    | 18   | 19   |
| ヴィアマテラス宮崎             | 2023     | なでしこ2部    | 17     | 18       | 23       | 4        | 5        | —        | —        | —    | —    | 22   | 28   |
| ヴィアマテラス宮崎             | 2024     | なでしこ1部    | 17     | 22       | 20       | 5        | 2        | —        | —        | —    | —    | 27   | 22   |
| ヴィアマテラス宮崎             | 通算     | 通算           | 通算   | 64       | 85       | 12       | 8        | 0        | 0        | 0    | 0    | 76   | 93   |
| 大宮アルディージャVENTUS       | 2024-25  | WE             | 39     | 11       | 6        | -        | -        | -        | -        | -    | -    | 11   | 6    |
| RB大宮アルディージャWOMEN      | 2025/26  | WE             | 17     |          |          |          |          |          |          | -    | -    |      |      |
| RB大宮アルディージャWOMEN      | 通算     | 通算           | 通算   | 11       | 6        | 0        | 0        | 0        | 0        | 0    | 0    | 11   | 6    |
| 通算                           | 日本     | 日本           | 1部    | 103      | 19       | 11       | 2        | 20       | 4        | 0    | 0    | 134  | 25   |
| 通算                           | 日本     | 日本           | 2部    | 65       | 43       | 14       | 4        | 7        | 3        | 0    | 0    | 86   | 50   |
| 通算                           | 日本     | 日本           | 3部    | 18       | 23       | 4        | 5        | 0        | 0        | 0    | 0    | 22   | 28   |
| 通算                           | 日本     | 日本           | 4部    | 16       | 18       | 2        | 1        | 0        | 0        | 0    | 0    | 18   | 19   |
| 通算                           | 日本     | 日本           | 5部    | 8        | 24       | 1        | 0        | 0        | 0        | 0    | 0    | 9    | 24   |
| 総通算                         | 総通算   | 総通算         | 総通算 | 210      | 127      | 32       | 12       | 27       | 7        | 0    | 0    | 269  | 146  |

1. ↑  活動休止

- WEリーグ
  - 初出場 - 2025年3月1日 第12節 ノジマステラ神奈川相模原戦 (NACK5スタジアム大宮)[15]
  - 初得点 - 2025年3月1日 第12節 ノジマステラ神奈川相模原戦 (NACK5スタジアム大宮)[15]

### 代表
- 2011年3月9日 - 日本代表初出場 -  スウェーデン戦 (アルガルヴェ・カップ2011、ポルトガル)

#### 試合数
| 日本代表 | 国際Aマッチ | 国際Aマッチ |
| 年       | 出場        | 得点        |
| -------- | ----------- | ----------- |
| 2011     | 1           | 0           |
| 通算     | 1           | 0           |

#### 出場試合
| #  | 開催日       | 開催都市   | スタジアム                   | 対戦国       | 結果  | 監督       | 大会                     | 出典   |
| -- | ------------ | ---------- | ---------------------------- | ------------ | ----- | ---------- | ------------------------ | ------ |
| 1. | 2011年3月9日 | パルシャル | ベラ・ヴィスタ市営スタジアム | スウェーデン | ○ 2-1 | 佐々木則夫 | アルガルヴェ・カップ2011 | [ 16 ] |

## タイトル

### クラブ
- 常磐木学園高等学校
  - チャレンジリーグEAST: 1回 (2010)

- 浦和レッドダイヤモンズ・レディース
  - なでしこリーグ エキサイティングシリーズ: 1回 (2014)

- ヴィアマテラス宮崎
  - なでしこリーグ1部: 1回 (2024[17])
  - なでしこリーグ2部: 1回 (2023[18])
  - 九州女子サッカーリーグ1部: 1回 (2022[19])
  - 九州女子サッカーリーグ2部: 1回 (2021[20])

### 個人
- 日本女子サッカーリーグ
  - なでしこリーグ1部 最優秀選手賞: 1回 (2024[17])
  - なでしこリーグ1部 ベストイレブン: 1回 (2024[17])
  - なでしこリーグ2部 最優秀選手賞: 1回 (2023[18])
  - なでしこリーグ2部 得点王: 1回 (2023[18])
  - チャレンジリーグEAST 最優秀選手賞: 1回 (2010[21])

- 九州女子サッカーリーグ
  - リーグ1部 得点王: 1回 (2022[19])
  - リーグ2部 得点王: 1回 (2021[20])